# Автобусная посылочная служба в Финляндии
Автобусная посылочная служба в Финляндии — вид перевозки посылок, в том числе спешной доставки, на территории Финляндии посредством автобусов, которую в настоящее время осуществляет компания Oy Matkahuolto Ab как для корпоративных, так и для частных индивидуальных клиентов. В прошлом для оплаты этих услуг использовались особые посылочные марки.

## Описание
Автобусная компания Matkahuolto, параллельно с пассажирскими перевозками, поддерживает национальную сеть транспортировки посылок, которая включает также систему отправки и доставки посылок и может при необходимости использовать другие транспортные средства. Посылки могут направляться получателям по всей территории Финляндии и Аландских островов и при сотрудничестве с компанией TNT — по всему миру.
Скорость и надежность этого вида почтового обслуживания достигаются за счёт частоты рейсов и густоты пассажирских автобусных маршрутов по всей стране. Компания Matkahuolto ежедневно осуществляет более 20 тысяч автобусных рейсов и имеет около 500 пунктов обслуживания клиентов, что гарантирует быструю доставку посылок. Отправка вещей и товаров посылками на автобусах проста и удобна: оплата пересылки может быть сделана как отправителем, так и получателем (кроме экспресс-посылок).
- Почтовый автобус[англ.] на марке Финляндии (1947)
- Посылочная марка Финляндии для услуг почтовых автобусов, 1958 (Sc #Q9)
- Автобусы на станции в Йоутсе
(1950-е)
- Терминал доставки компании Matkahuolto в Оулу (2008)

## Посылочные марки
В период с 1949 по 1985 год для оплаты посылок, перевозившихся на почтовых автобусах, в Финляндии выпускались особые посылочные марки.

## Спрос среди туристов из России
Во втором десятилетии XXI века на юго-востоке Финляндии появился ажиотажный спрос на посылки-покупки из электронных магазинов, доставляемые сервисом Matkahuolto, среди туристов из России , чему способствовала ежегодная выдача Финляндией более миллиона годовых многократных виз россиянам в Санкт-Петербурге. В Лаппеэнранте, Иматре и Нуйямаа посылочная служба открыла офисы выдачи посылок специально для туристов из России .